# 木倫市

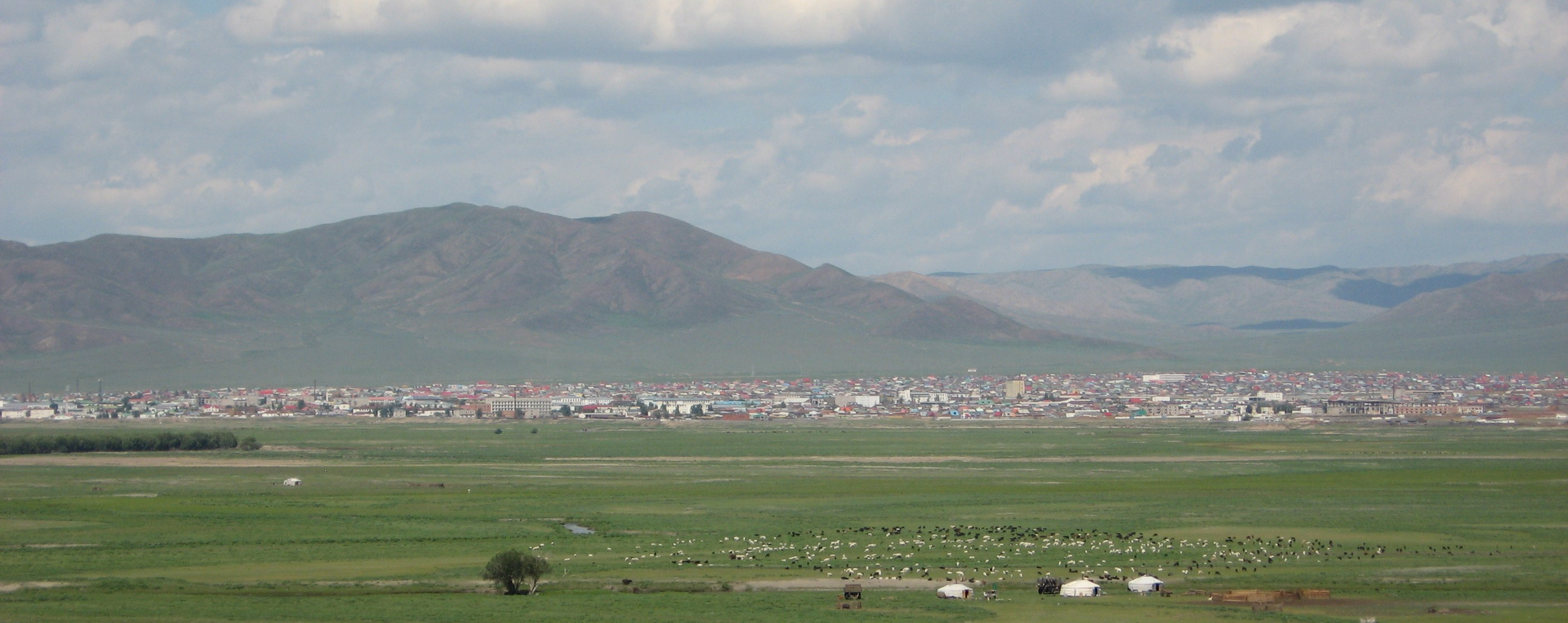

木伦（直译：「river」，意思为“河”）是蒙古国的城市，位于该国北部，也是库苏古尔省的首府，始建于1809年，面积103平方公里，海拔高度1,710米，由于受半干旱气候影响，每年平均降雨量207毫米，2007年人口36,082。